# Киевка (Костанайская область)
Киевка (каз. Киев) — упразднённое село в Наурзумском районе Костанайской области Казахстана. Ликвидировано в 2009 году. Входило в состав Карамендинского сельского округа. Код КАТО — 395830105.

## Население
В 1999 году население села составляло 169 человек (83 мужчины и 86 женщин). По данным переписи 2009 года в селе проживало 16 человек (9 мужчин и 7 женщин).